# Alizé Cornet
Alizé Cornet (pronunție în franceză [a.li.ze koʁ.ne]; n. 22 ianuarie 1990, Nisa, Franța) este o jucătoare profesionistă de tenis din Franța. Cornet a câștigat șase titluri de simplu și trei titluri de dublu în Turul WTA, precum și trei titluri de simplu și trei titluri de dublu pe Circuitul ITF. Cea mai înaltă poziție în clasamentul WTA la simplu este locul 11 mondial, la 16 februarie 2009. Cornet a ajuns în a doua săptămână la fiecare dintre cele patru turnee de Grand Slam, ajungând în sferturile de finală la Australian Open 2022 și în runda a patra la Campionatele de la Wimbledon din 2014, French Open din 2015 și 2017 și US Open din 2020. În prezent, este jucătoarea franceză de tenis de simplu numărul 1.

## Finale WTA

### Simplu: 9 (4 titluri, 5 finale)
| Legendă                                      |
| -------------------------------------------- |
| Grand Slam tournaments (0–0)                 |
| WTA Tour Championships (0–0)                 |
| Tier I / Premier Mandatory & Premier 5 (0–1) |
| Tier II / Premier (0–1)                      |
| Tier III, IV & V / International (4–3)       |

| Rezultat   | Nr. | Data               | Turneu                                                   | Suprafață | Adversar            | Scor               |
| ---------- | --- | ------------------ | -------------------------------------------------------- | --------- | ------------------- | ------------------ |
| Finalist   | 1.  | 2 martie 2008      | Abierto Mexicano Telcel, Acapulco, Mexic                 | Zgură     | Flavia Pennetta     | 0–6, 6–4, 1–6      |
| Finalist   | 2.  | 18 mai 2008        | Internazionali BNL d'Italia, Roma, Italia                | Zgură     | Jelena Janković     | 2–6, 2–6           |
| Câștigător | 1.  | 13 iulie 2008      | Budapest Grand Prix, Budapesta, Ungaria                  | Zgură     | Andreja Klepač      | 7–6(7–5), 6–3      |
| Finalist   | 3.  | 26 mai 2012        | Internationaux de Strasbourg, Strasbourg, Franța         | Zgură     | Francesca Schiavone | 4–6, 4–6           |
| Câștigător | 2.  | 17 iunie 2012      | Gastein Ladies, Bad Gastein, Austria                     | Zgură     | Yanina Wickmayer    | 7–5, 7–6(7–1)      |
| Câștigător | 3.  | 25 mai 2013        | Internationaux de Strasbourg, Strasbourg, Franța         | Zgură     | Lucie Hradecká      | 7–6(7–4), 6–0      |
| Finalist   | 4.  | 22 februarie 2014  | Dubai Tennis Championships, Dubai, Emiratele Arabe Unite | Hard      | Venus Williams      | 3–6, 0–6           |
| Câștigător | 4.  | 13 aprilie 2014    | BNP Paribas Katowice Open, Katowice, Polonia             | Hard (I)  | Camila Giorgi       | 7–6(7–3), 5–7, 7–5 |
| Finalist   | 5.  | 20 septembrie 2014 | Guangzhou International Women's Open, Guangzhou, China   | Hard      | Monica Niculescu    | 4–6, 0–6           |

### Dublu: 5 (3 titluri, 2 finale)
| Legendă                                      |
| -------------------------------------------- |
| Grand Slam tournaments (0–0)                 |
| WTA Tour Championships (0–0)                 |
| Tier I / Premier Mandatory & Premier 5 (0–0) |
| Tier II / Premier (0–0)                      |
| Tier III, IV & V / International (3–2)       |

| Rezultat   | Nr. | Data               | Turneu                                                 | Suprafață | Partener           | Adversar                              | Scor                  |
| ---------- | --- | ------------------ | ------------------------------------------------------ | --------- | ------------------ | ------------------------------------- | --------------------- |
| Câștigător | 1.  | 13 iulie 2008      | Budapest Grand Prix, Budapesta, Ungaria                | Zgură     | Janette Husárová   | Ioana Raluca Olaru Vanessa Henke      | 6–7(5–7), 6–1, [10–6] |
| Câștigător | 2.  | 22 mai 2010        | Internationaux de Strasbourg, Strasbourg, Franța       | Zgură     | Vania King         | Alla Kudryavtseva Anastasia Rodionova | 3–6, 6–4, [10–7]      |
| Finalist   | 1.  | 27 august 2011     | Texas Tennis Open, Dallas, Statele Unite               | Hard      | Pauline Parmentier | Alberta Brianti Sorana Cîrstea        | 5–7, 3–6              |
| Finalist   | 2.  | 20 septembrie 2014 | Guangzhou International Women's Open, Guangzhou, China | Hard      | Magda Linette      | Chuang Chia-jung Liang Chen           | 6–2, 6–7(3–7), [7–10] |
| Câștigător | 3.  | 18 octombrie 2015  | Hong Kong Tennis Open, Hong Kong, China                | Hard      | Yaroslava Shvedova | Lara Arruabarrena Andreja Klepač      | 7–5, 6–4              |

### Competiții pe echipe: 1 (1 titlu)
| Rezultat   | Nr. | Data            | Competiție                   | Suprafață | Partener           | Adversar                            | Scor |
| ---------- | --- | --------------- | ---------------------------- | --------- | ------------------ | ----------------------------------- | ---- |
| Câștigător | 1.  | 4 ianuarie 2014 | Hopman Cup, Perth, Australia | Hard      | Jo-Wilfried Tsonga | Agnieszka Radwańska Grzegorz Panfil | 2–1  |